# Meret-Isési
Meret-Isési (ou Mereret-Isési ; « Bien-aimée d'Isési ») est une princesse d'Égypte antique de la Ve dynastie. Son père est le pharaon Djedkarê Isési. Meret-Iséesi apparaît comme la fille du roi sur un relief qui provient probablement d'Abousir.
Le relief se trouve sur la page du site du Brooklyn Museum consacrée à Khekeretnebti. La légende identifie cette princesse comme Khekeretnebti (elle était la sœur de Mereret-Isési), mais le texte l'identifie clairement comme Mereret-Isési.